# Burg Maur
Die Burg Maur ist eine kleine Burganlage in Maur im Bezirk Uster im Kanton Zürich in der Schweiz.

## Geschichte
Auf der untersten Terrasse des Pfannenstiels liegt das Dorf Maur am Greifensee mit der etwas oberhalb gelegenen Burg Maur. Erbaut um 1250 als gemauerter quadratischer Wohnturm mit 8,9 Metern Seitenlänge und auf 1,40 Meter starken Grundmauern aus Bollensteinen und behauenen Eckquadern.
Die Burg diente als Verwaltungssitz der Fraumünsterabtei Zürich durch die Meier von Maur. Diese sassen einst auf dem danebenliegenden Meierhof und hatten die Niedere Gerichtsbarkeit. Die Hohe Gerichtsbarkeit lag von 1652 bis 1775 bei der Landvogtei Greifensee, doch das Blutgericht lag in Händen der Kyburger bis zum Übergang an Zürich.
Die Burg wurde später freies Eigen der Meier von Maur. Im 15. Jahrhundert wurde die Burg separiert, bis dahin bildete sie mit dem Meierhof eine Einheit. 1460 erwarb Junker Johannes Engelhard von Zürich den gesamten Besitz, doch schon nach 15 Jahren verkaufte er alles an den Junker Georg Grebel von Zürich, er wiederum am 1. Mai 1592 an Felix Hottinger von Maur. Nun wechselten die Besitzer ständig, genannt sind die Namen: Aeppli, Burkhard, Kramer, Füßli, Ziegler, Nüscheler und dann 1749 der berühmte Kupferstecher David Herrliberger.

## Ära Herrliberger

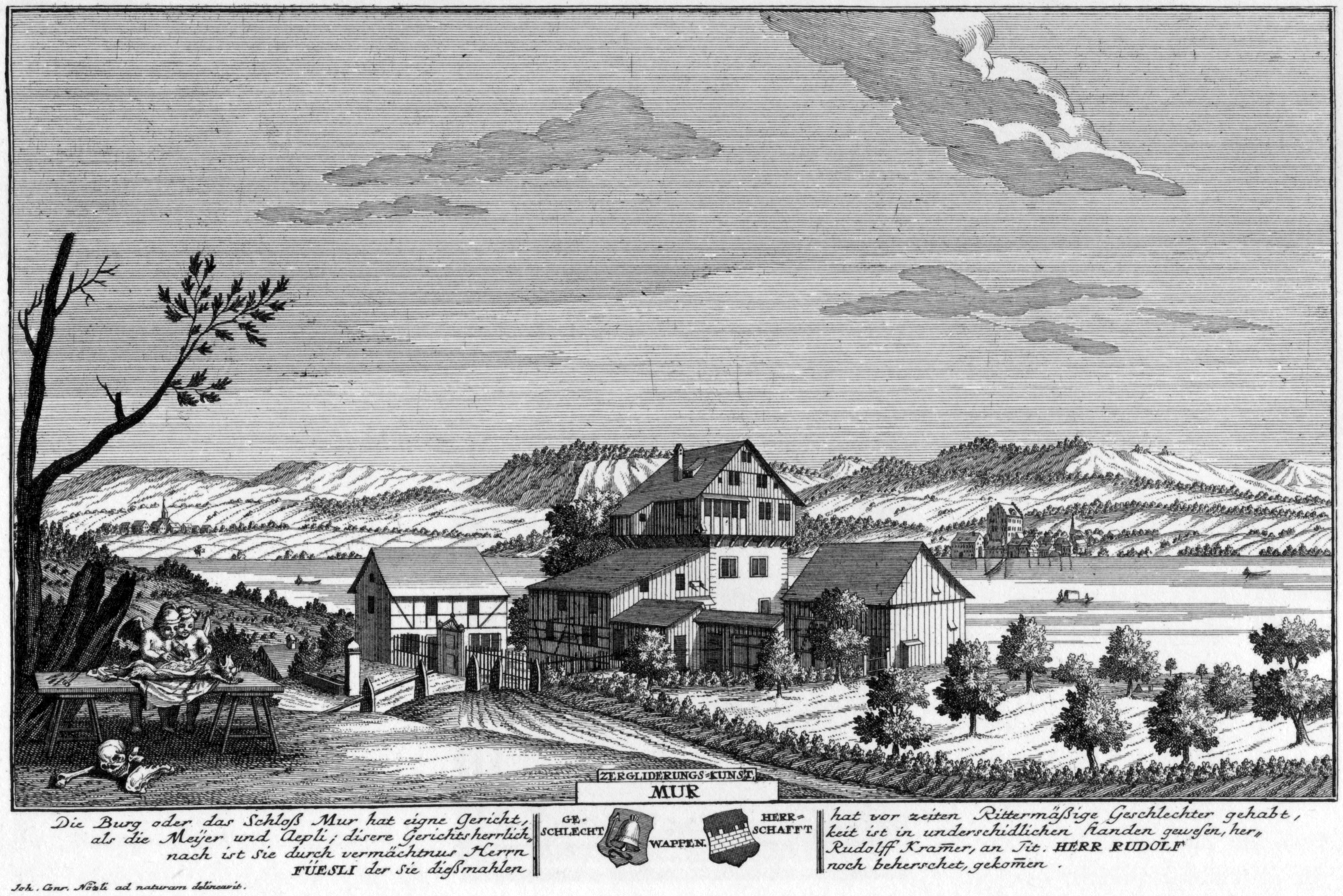
Die Burg Maur um 1741 nach einem Kupferstich von David Herrliberger.

David Herrliberger erweiterte 1750 die Burg um einen Anbau. Sie wurde zu seinem Wohnsitz und Verlagsort, doch seine Kompetenzen als Gerichtsherr waren gering. Die selbstherrliche Amtsführung führte zu Spannungen mit der Dorfbevölkerung und dem übergeordneten Landvogt von Greifensee.
Herrliberger verkaufte 1775 die Gerichtsbarkeit und die Burg Maur für 8000 Gulden an den Landwirt Hans-Jakob Zollinger aus Uessikon, doch die Gerichtsbarkeit ging an Zürich.

## Neuzeit

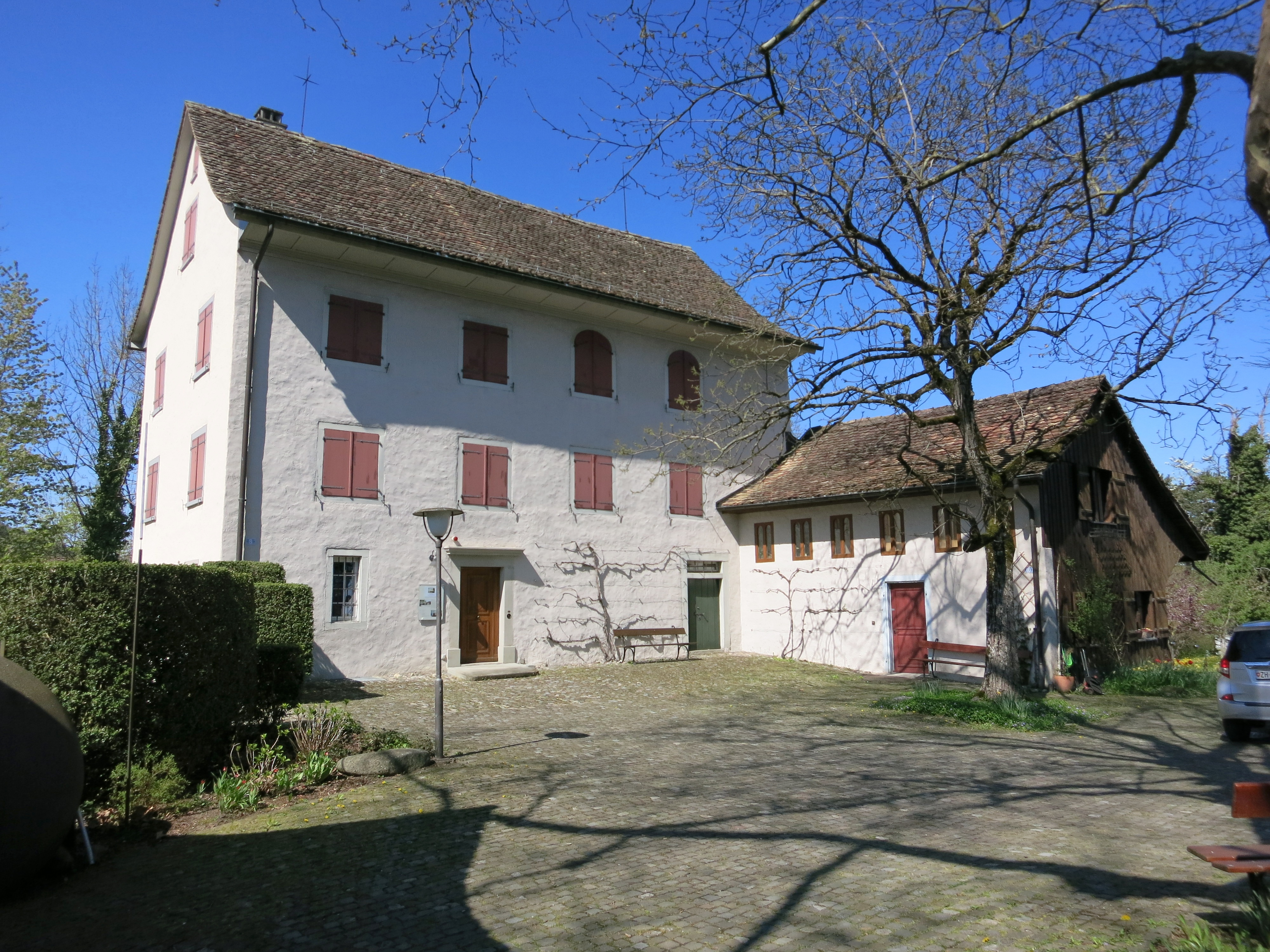
Zustand des Gebäudes im Jahr 2017

Die Burg wurde um 1800 vergrössert und zum herrschaftlichen Wohnhaus umgebaut und um 1850 durch einen Treppenhaus-Anbau erweitert.
Sie ist seit 1962 Eigentum der Gemeinde Maur. Diese liess die Burg 1974/75 umfassend renovieren und zu einem Museum umgestalten. Seit 1976 befinden sich hier die Herrliberger-Sammlung und ein Teil des Ortsmuseums Mühle in permanenter Ausstellung, mit Salomon-Kabinett und Kunstkammer in der Burg für Wechselausstellungen. Im Burgkeller sind eine Kupferstecher-Werkstatt und eine Buchdruck-Werkstatt eingerichtet.